# マクタン・セブ国際空港

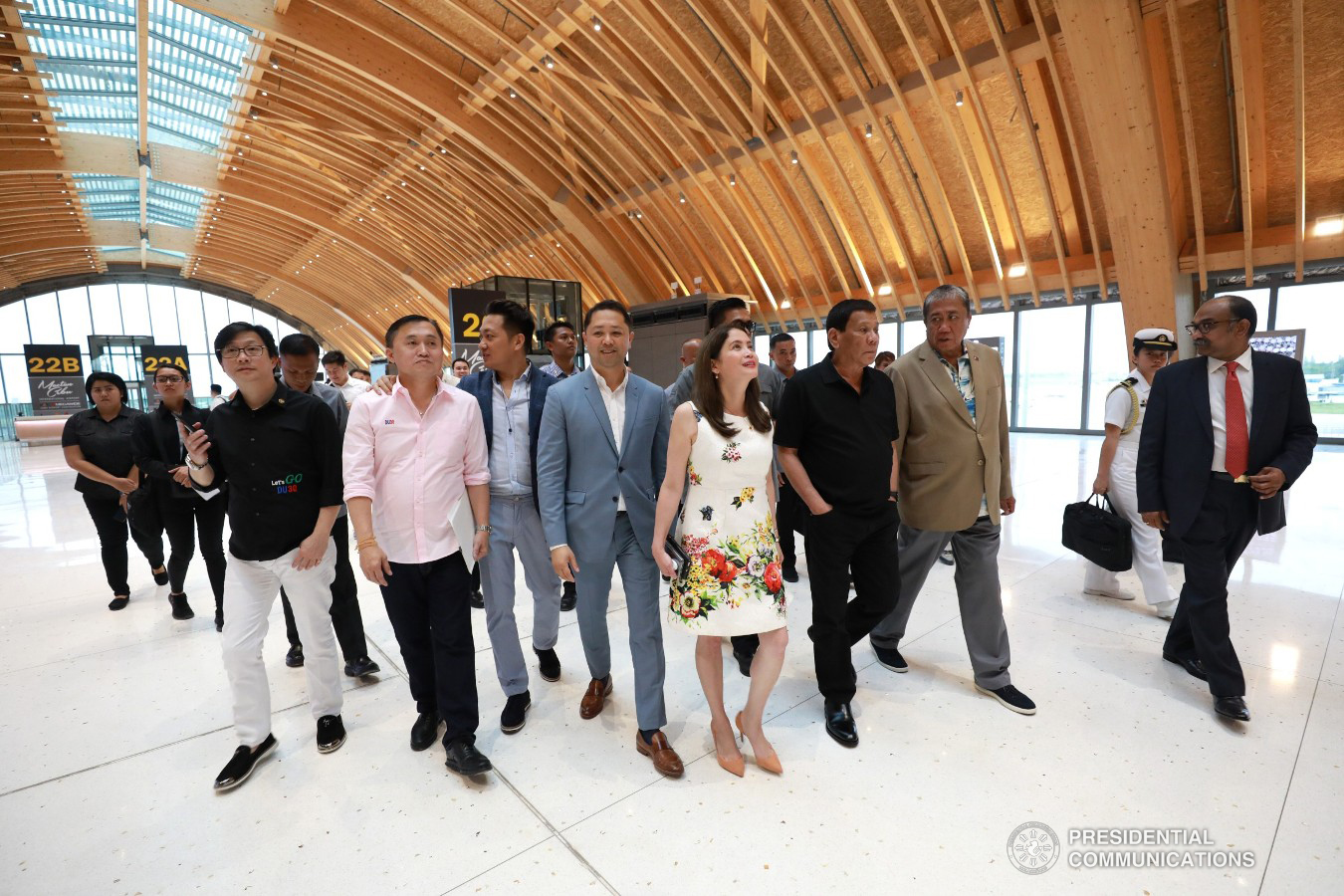
第2ターミナルを訪れるロドリゴ・ドゥテルテ大統領一行

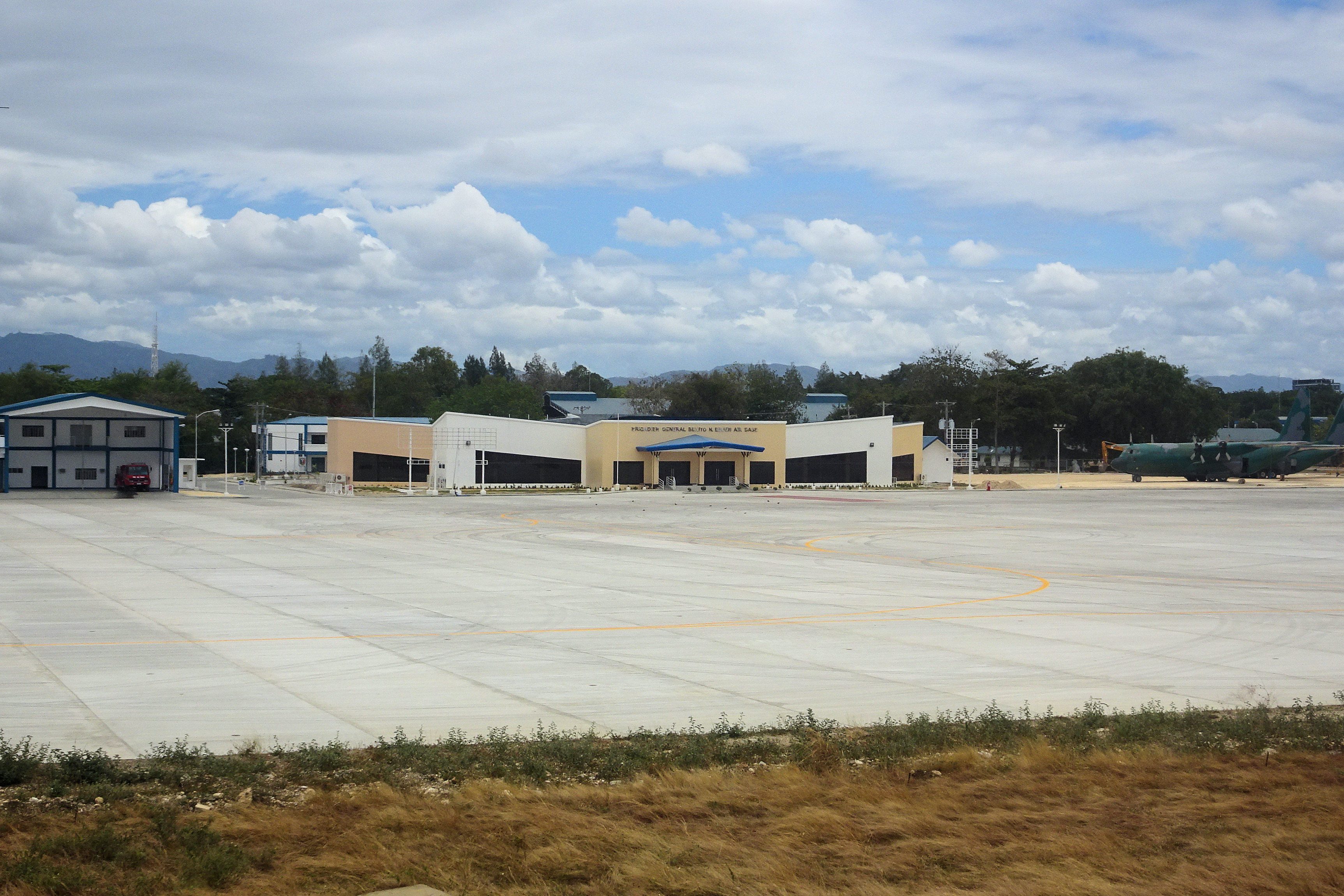
マクタン・ベニト・エブエン空軍基地

マクタン・セブ国際空港（マクタン・セブこくさいくうこう、英語: Mactan–Cebu International Airport、セブアノ語: Tugpahanang Pangkalibutan sa Mactan–Sugbo、フィリピン語: Paliparang Pandaigdig ng Mactan–Cebu、略称: MCIA）は、フィリピン中部の中部ビサヤ地方セブ州マクタン島中央部ラプ＝ラプ市にある国際空港。セブパシフィック航空、パンパシフィック航空、ロイヤルエアチャーターサービスがハブ空港としている。

## 概要
フィリピンではマニラ首都圏に次ぐ2番目の規模の都市圏であるメトロ・セブの空の玄関となっている。空港は、メトロ・セブの中心地セブ市があるセブ島に隣接したマクタン島に位置しており、セブ島へは連絡橋によってアクセス可能である。また、首都マニラのニノイ・アキノ国際空港に次ぐ、フィリピン第2の国際空港でもあり、年間の旅客者数は約300万人から400万人に上る。
797ヘクタールの敷地には、3,300メートル（10,800フィート）の滑走路が1つある。元々は、アメリカ空軍のマクタン空軍基地として知られており、米軍撤退後はフィリピン空軍のマクタン・ベニト・エブエン空軍基地（Mactan-Benito Ebuen Air Base）としても使用され、軍民共用空港として滑走路を共有している。

## 歴史
滑走路は、1956年にアメリカ空軍によって戦略航空軍団の爆撃機の緊急空港として建設され、マクタン空軍基地として知られていた。1960年代のベトナム戦争で米空軍のC-130ユニットの基地となるまで、質素な基地であった。
1960年代半ば、安全性などの観点でこれ以上拡張できなくなったセブ市内の旧ラホグ空港（現、セブITパーク）に代わる空港の開港が計画された際、マクタン基地の利用が提案され、ラプ＝ラプ市に現在のマクタン・セブ国際空港が開港することとなった。
2008年8月20日、マクタン・セブ国際空港当局（MCIAA）は、旅客数の増加に対応するためのターミナル拡張計画に約3億ペソを投じると発表した。MCIAAの前総支配人のダニーロ・アウグスト・フランシアは、この計画にはマクタン・セブ国際空港内に第2旅客ターミナルを設置することも含まれていることを公表した。 2009年、フランシアは国際線のみを運航する新ターミナル建設の一般入札を行うことを発表した。
2010年、新たに選出されたベニグノ・アキノ3世大統領は、空港の新総支配人兼MCIAAの最高経営責任者（CEO）に、前セブ市都市計画開発コーディネーターのナイジェル・ポール・ヴィラレテを選出した。ヴィラレテは、ターミナル拡張と未完成であった管理棟の完成を優先する体制をとった。
2013年11月、フィリピン史上最大級となる巨大台風ハイエン（ヨランダ）が上陸した。空港は、台風によって最も被害を受けたレイテ州やサマール島と同じビサヤ諸島に位置しており、台風通過後、東ビサヤ地方の空港が使用不能だった間、当空港は救援活動のための航空業務の中心地として使用された。
2013年11月12日、クロアチアのエネルギー会社コンサールからルソン島のバタンガスにあるファースト・ジェン・コーポレーションの発電所に180トンの交換用変圧器を納入するため、世界最長で最重量級の航空機An-225 ムリーヤがクロアチアのザグレブ国際空港からマクタン・セブ国際空港に着陸した。これは、ルソン島のクラーク国際空港、ニノイ・アキノ国際空港、スービック・ベイ国際空港がいずれも同機の着陸を拒否したため、ファースト・ジェンの関係者がマクタン・セブ国際空港のヴィラレテ総支配人に、空港使用の許可をするように打診したことによる。ファースト・ジェンのフランシス・ジャイルズ・プノ社長によると、マクタン・セブ国際空港は同機の所有者のアントノフ航空から「空港、往路の陸上輸送、海上輸送の組み合わせを検討した結果、最も実行可能な選択肢として検査を受けた。」とされていた。
2014年4月23日、フィリピン運輸通信省はマクタン・セブ国際空港の運営・維持管理をメガワイド建設公社とベンガルールに拠点を置くGMRインフラストラクチャーのコンソーシアム「GMRメガワイド・セブ航空会社」（GMCAC）に落札した。コンソーシアムの落札金額は、17.5億ペソ。2014年11月1日、空港はGMCACに空港の運営・維持管理を引き渡した。2016年序盤には、空港とGMCACが第1ターミナルの改修、拡張を開始した。新ターミナルビルの設計は、インテグレイテッド・デザイン委員会(IDA)が行った。 2018年1月25日、GMCACのアンドリュー・アクアハリソンCEOは、新ターミナルビルの名前が「第2ターミナル」（Terminal 2）になることを発表した。
2015年7月29日、アキノ3世大統領は、新ターミナル建設による空港拡張を進めるため、フィリピン空軍基地の施設があった隣接する用地に建設を進めるよう提言した。
2017年5月22日、空港公社は2本目の滑走路の建設を承認する決議に合意した。 滑走路の建設は、セブ選出の国会議員（当時）のラウル・デル・マルによって、GMCACから与えられた144億ペソの保険料から調達した49億ペソを使用して資金をすることになった。 
2018年6月7日、第2ターミナルはロドリゴ・ドゥテルテ大統領によって落成された。7月1日、新しいターミナル（第2ターミナル）が国際線専用としてオープンし、従来のターミナル（第1ターミナル）は国内線専用となった。8月27日、ドゥテルテ大統領は、1521年のマクタン島の戦いでフェルディナンド・マゼランを戦死させたマクタンの酋長ラプ＝ラプにちなんだ名称を変更することを支持したものの、実現には至っていない。

## ターミナル

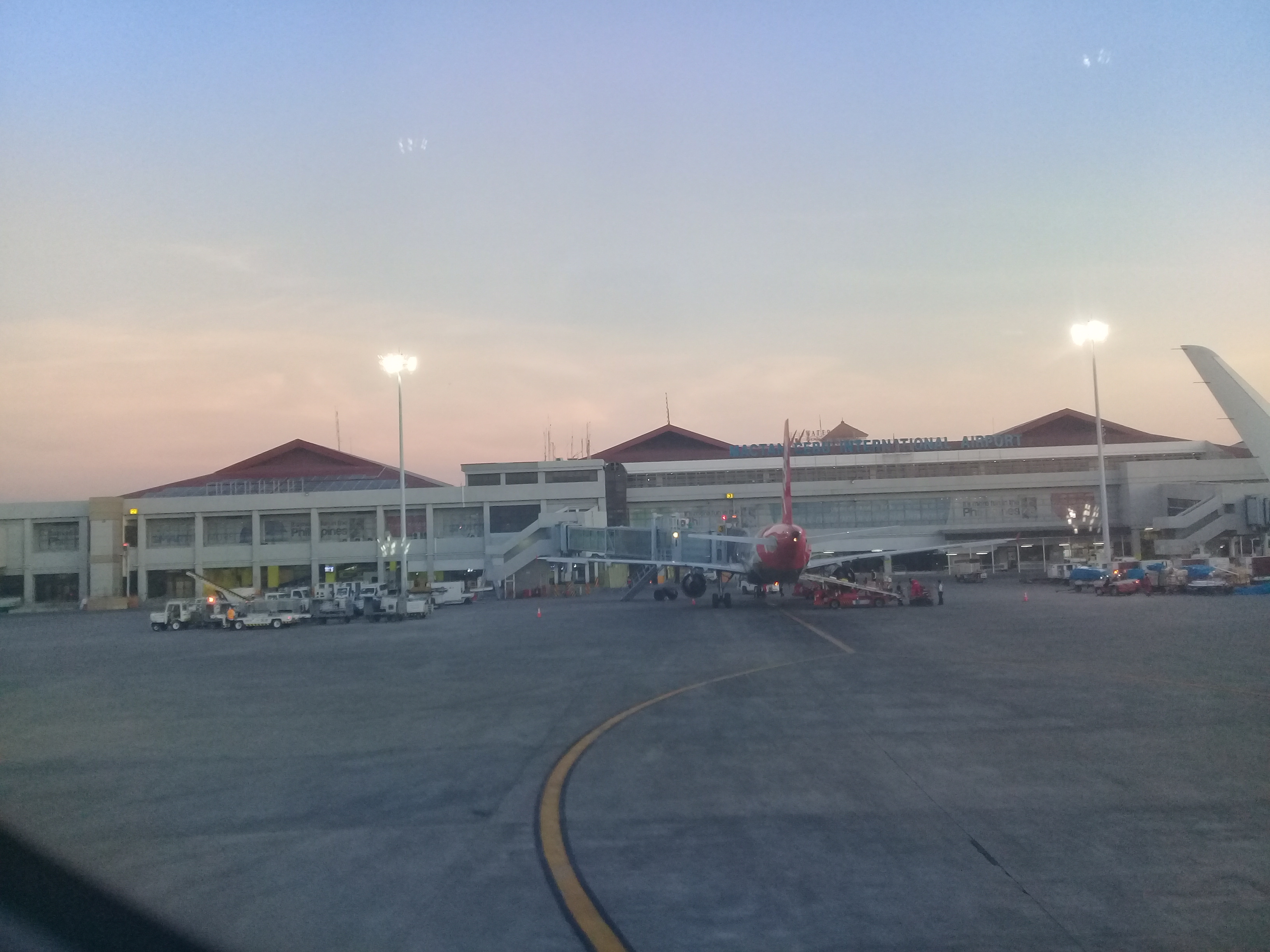
第1ターミナル

第1ターミナル（国内線）
1990年に建設され、現在は国内線専用ターミナルとなっている。 第2ターミナルの開業前は、国内線と国際線の両方を取り扱っており、年間約450万人が利用していた。 ゲート数は6。
第2ターミナル（国際線）
2016年に建設を開始し、2018年7月1日に国際線専用ターミナルとして開港した。第2ターミナルの完成により、空港自体は年間1,250万人が利用できる規模となった。 ターミナルは、セブ島を取り巻く海の波をイメージし、船体を逆転したように見える木造のアーチと、波のような屋根がデザインされている。2019年の世界建築フェスティバルにおいて輸送部門賞を受賞した。ゲート数は5で将来7まで増やすことが可能。

## 就航航空会社と就航都市
2020年以降、新型コロナウイルス感染症の影響により、多くの定期便が運休、減便、経路変更となっている。
| 航空会社                          | 就航地 | ターミナル |
| --------------------------------- | --- | ---------- |
| フィリピン航空 （国内線）         | マニラ | T1         |
| フィリピン航空 （国際線）         | 東京/成田、大阪/関西、ソウル/仁川、バンコク/スワンナプーム | T2         |
| PALエクスプレス                   | ルソン : マニラ、クラーク、バギオ (en:Loakan Airport)、ブスアンガ島 (en:Francisco B. Reyes Airport)、プエルト・プリンセサ ビサヤ : バコロド、ボロンガン (en:Borongan Airport)、カティクラン、イロイロ、タクロバン ミンダナオ : ブトゥアン、カガヤン・デ・オロ、ダバオ、シアルガオ島 (en:Sayak Airport)、サンボアンガ | T1         |
| セブ・パシフィック航空 （国内線） | ルソン : マニラ、クラーク、プエルト・プリンセサ ビサヤ : カティクラン ミンダナオ : ダバオ、ジェネラス・サントス、イロイロ、サンボアンガ | T1         |
| セブ・パシフィック航空 （国際線） | シンガポール、香港、台北/桃園、東京/成田、大阪/関西、ソウル/仁川 | T2         |
| Cebgo                             | ルソン : ブスアンガ島 (en:Francisco B. Reyes Airport)、レガスピ (en:Bicol International Airport)、マニラ、ナガ (en:Naga Airport) ビサヤ : バコロド、カルバヨグ (en:Calbayog Airport)、カティクラン、ドゥマゲテ (en:Sibulan Airport)、プエルト・プリンセサ、タクロバン ミンダナオ : ブトゥアン、カガヤン・デ・オロ、ダバオ、シアルガオ島 (en:Sayak Airport)、ディポログ (en:Dipolog Airport)、ジェネラス・サントス、イロイロ、マンバヤオ (en:Camiguin Airport)、オザミス (en:Labo Airport)、パガディアン (en:Pagadian Airport)、スリガオ (en:Surigao Airport) 、サンボアンガ | T1         |
| フィリピン・エアアジア （国内線） | ルソン : マニラ ビサヤ : カティクラン、プエルト・プリンセサ ミンダナオ : ダバオ | T1         |
| フィリピン・エアアジア （国際線） | 台北/桃園、東京/成田、ソウル/仁川 | T2         |
| en:SEAIR International            | クラーク | 貨物       |
| エアアジア                        | クアラルンプール | T2         |
| アシアナ航空                      | ソウル/仁川 | T2         |
| キャセイパシフィック航空          | 香港 | T2         |
| 中州航空                          | 深圳 | 貨物       |
| チャイナエアライン                | 台北/桃園 | T2         |
| エミレーツ航空                    | ドバイ、クラーク | T2         |
| エバー航空                        | 台北/桃園 | T2         |
| チェジュ航空                      | ソウル/仁川、大邱、釜山 | T2         |
| ジンエアー                        | ソウル/仁川、釜山 | T2         |
| 大韓航空                          | ソウル/仁川 | T2         |
| カタール航空                      | ドーハ、ダバオ | T2         |
| スクート                          | シンガポール | T2         |
| シンガポール航空                  | シンガポール | T2         |
| スターラックス航空                | 台北/桃園 | T2         |
| ティーウェイ航空                  | ソウル/仁川 | T2         |
| ユナイテッド航空                  | 東京/成田 (2024年10月27日就航) | T2         |
| ジェットスター航空                | ブリズベン(2025年12月3日より運航開始予定) | T2         |

2023年7月現在

## 市内へのアクセス
到着階にタクシー乗り場がある。市内でもよく見かける白い車体のタクシーの他に、黒い車体のプレミアムタクシー、黄色い車体のエアポートタクシーがある。
MyBus Route#3 が en:SM City Cebu 方面へ運行している。25ペソ、30～60分間隔
ジープニー、トライシクルの乗り入れは認められていないので、市内から空港に向かう際にこれらの乗り物を利用すると、途中で降ろされて歩くことになる。
マクタン島とセブ島はマクタン・マンダウエ橋、マルセロ・フェルナン橋、セブ・コルドバ連絡高速道路の3本の橋で結ばれており、タクシーで直接セブ市に移動することが可能である。